# Illusive Islands
Illusive Islands – grupa niezamieszkanych wysp należąca do archipelagu arktycznego znajdująca się w regionie Kivalliq, w Nunavut, w Kanadzie.